# Hemiphaga
Hemiphaga és un gènere d'ocells de la família dels colúmbids (Columbidae). El gènere va ser introduït pel naturalista francès Charles Lucien Bonaparte el 1854 amb el colom de Nova Zelanda com a espècie tipus.

## Taxonomia
Segons la Classificació del Congrés Ornitològic Internacional (versió 2.5, 2010) aquest gènere està format per dues espècies:
- Hemiphaga novaeseelandiae - Colom de Nova Zelanda.
- Hemiphaga chathamensis - Colom de les Chatham.